# Livia de Bethune
Livia de Bethune (1963) is een Belgisch architecte en stedenbouwkundige.

## Biografie
Na het afstuderen als architect aan Sint-Lucas (KU Leuven) studeerde Livia de Bethune verder in conservatie en restauratie aan het R. Lemaire Internationaal Centrum voor Conservatie. In 1993 trok De Bethune voor een jaar naar Barcelona om een postgraduaat urbanisme en stedenbouw te volgen aan de Polytechnische Universiteit van Catalonië (UPC) onder toezicht van haar mentor Manuel de Sola-Morales.
Terug in België werd De Bethune in 1994 lector aan de faculteit Architectuur en Stedenbouw Sint-Lucas in Gent waar ze tot vandaag nog actief is als lector. Tussen 2005 en 2010 was de Bethune naast lector in Gent ook actief als lector bij het Instituut voor Stedenbouw en Renovatie (ISURU) in Brussel. 
Daarnaast begon ze in 1994 te werken voor het Brusselse architectenbureau SumProject, waarvan ze van 2009 tot 2015 partner was.
In 2015 verliet de Bethune SumProject om in 2016 partner te worden bij het architectenbureau MULTIPLE in Brussel.

## Visie op architectuur en stedenbouw
Haar focus ligt op het creëren van een openbare ruimte die voor alle groepen van de bevolking kan dienen en door iedereen beleefd kan worden.
In haar ontwerpen probeert ze een oplossing te bieden voor de mobiliteits- en milieuproblematiek, alsook de maatschappelijke problemen waar steden mee te kampen hebben. Daarnaast dient de publieke ruimte mensen samen te brengen en is het een belangrijke schakel in de steden die vandaag op een slimme manier ingepland moeten worden.
Ze ziet de stedenbouwkundige als iemand die naar de bewoners moet luisteren en er mee samenwerkt. Daarnaast vindt ze dat de stedenbouwkundige een grote conceptuele en technische rol moet aannemen waarmee de ruimtes ontworpen kunnen worden om in te kunnen leven.

## Multiple
Op 26 september 2016 veranderde ze, samen met Abdelmajid Boulaioun, de naam van het voormalige ARJM Architecture sprl naar MULTIPLE Architecture-Urbanism sprl. MULTIPLE probeert, zoals haar naam doet vermoeden, in haar ontwerpen op zoek te gaan naar de verschillende oplossingen die de openbare ruimten te bieden heeft. Hiernaast gaan ze ervan uit dat de publieke ruimte die ze ontwerpen meerdere gebruiken moet herbergen.
MULTIPLE werkt voornamelijk in Brussel, maar heeft daarnaast ook vele andere projecten verwezenlijkt in Vlaanderen, Wallonië en in Frankrijk.

## Werk

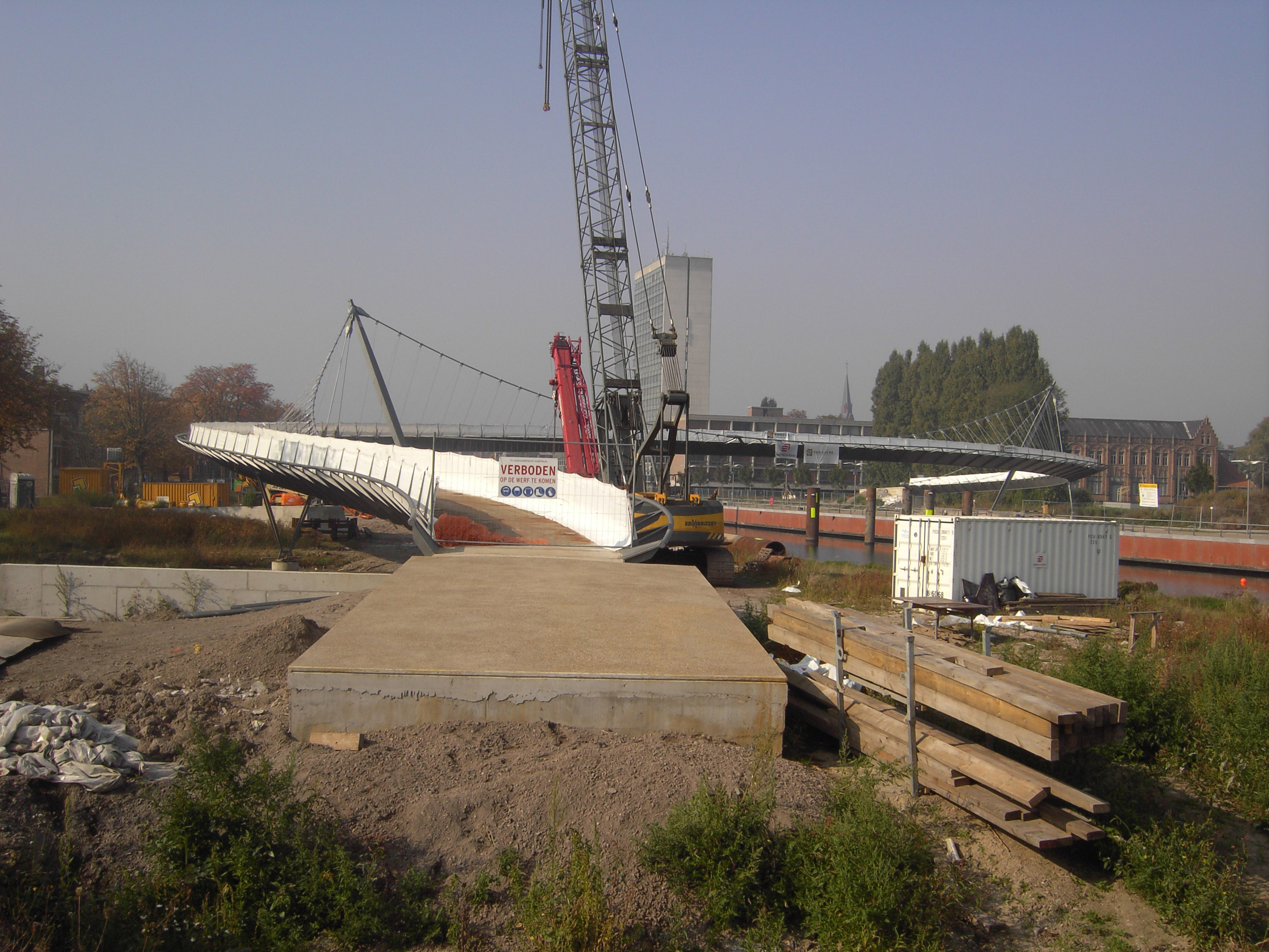
De Collegebrug over de Leie in wording

### Albertpark en Collegebrug te Kortrijk
Tijdens haar loopbaan bij SumProject was de Bethune onder meer verantwoordelijk voor de uitwerking en realisatie van de het Albertpark en de Collegebrug te Kortrijk.
Dit project, een metamorfose van de gehele Kortrijkse binnenstad, stamt voort uit Europese overeenkomsten om de binnenvaart als aan alternatief aan te bieden voor wegverkeer. Hiervoor was de Seine-Scheldeverbinding noodzakelijk en werd bijgevolg de Leie rechtgetrokken en verbreed. Naast de oorspronkelijk waterbouwkundige aard van dit project, werd ook een deel van de publieke ruimte herbestemd, zorgend voor een uniformiteit van en in het stedelijk landschap.
Onder leiding van de Bethune stond SumProject in voor het concept en de coördinatie van de herinrichting van de publieke ruimte tussen het Albertpark en de Budastraat. Hierbij focusten ze zich op het maken van een masterplan, planologische visie, de werven en bruggen. Het Albertpark werd zo ontworpen dat het een uniek karakter kreeg, gebaseerd op het natuurlijk vloeiende reliëf van de vallei, dit in relatie tot het stedelijk weefsel. Bovendien was ook het concept van de Collegebrug, de nieuwe fiets- en voetgangersverbinding tussen de Diksmuidekaai en IJzerkaai, het werk van SumProject dit in samenwerking met Laurent Ney.

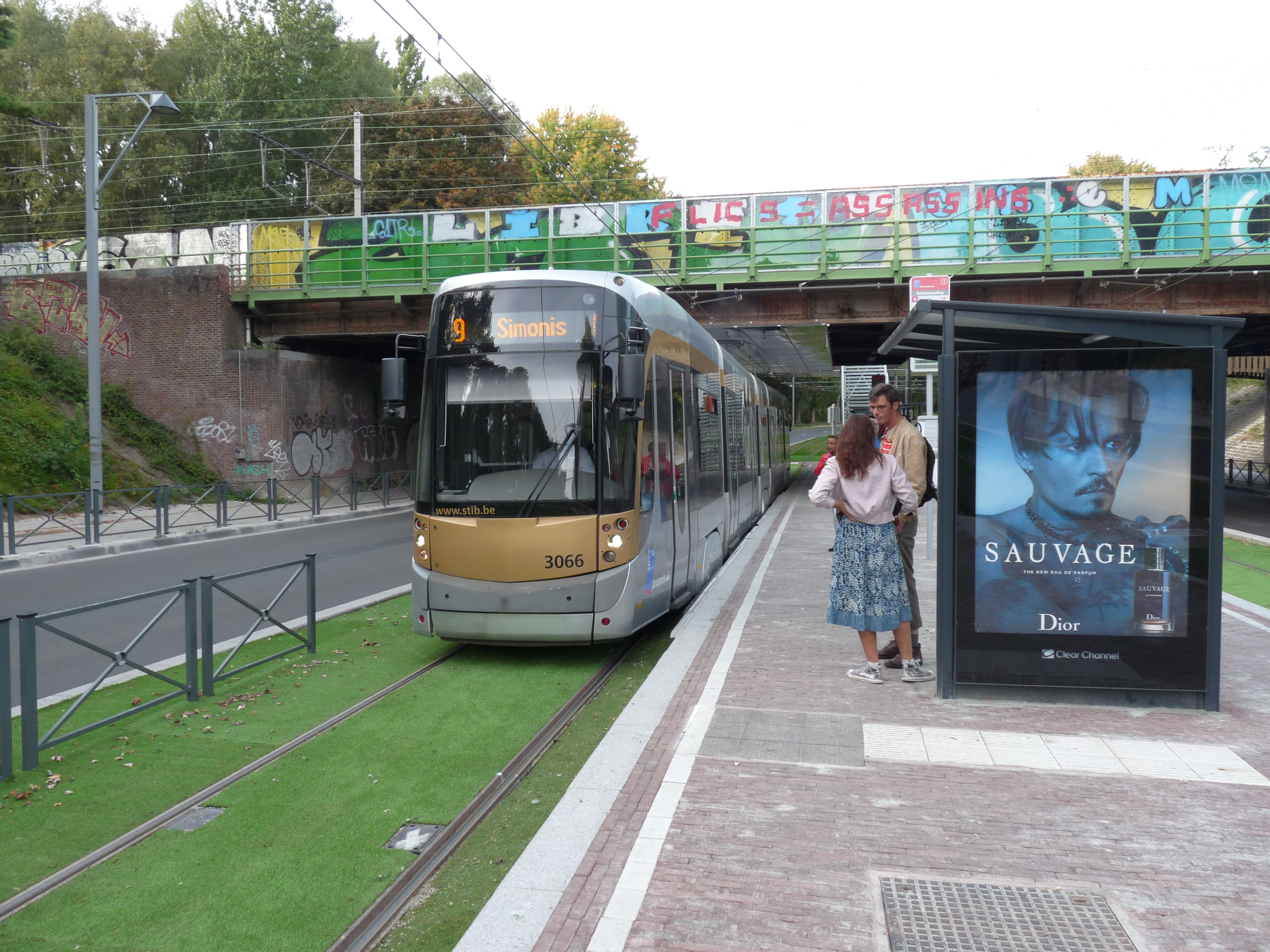
Tram 9 richting Simonis aan de halte Tentoonstelling

### Tram 9 Jette
Tram 9 is het project van een nieuwe tramlijn in Brussel, van Simonis tot hoog Jette. De opdrachtgevers voor dit project waren het Brussels Hoofdstedelijk Gewest en mobiliteit Brussel. Livia de Bethune heeft zowel met SumProject als later met Multiple aan het project gewerkt. Tram 9 verbindt het commerciële centrum van Jette, scholen, de Modelwijk en het UZ-VUB (later wordt deze nog verlengd tot de Heizelvlakte). In het project ondergingen zowel de lanen als de aansluitende pleinen een transformatie. Het traject werd vergroend en de haltes kregen de functie van ontmoetingsplekken. Het Spiegelplein, dat grenst aan tram 9, kreeg ook een nieuw ontwerp. Er kwam een ondergrondse parking voor 199 voertuigen waardoor op het plein ruimte vrijkwam voor een open ontmoetingsruimte. Het project van tram 9 is genomineerd voor de prijs publieke ruimte 2020.
Aanvankelijk was de bevolking van Jette niet zo te vinden voor het project. Dankzij een participatietraject met de verschillende wijken en omwonenden werd er een gedragen project gecreëerd waar de mensen zich konden in terugvinden.
Uit het participatietraject was gebleken dat de buurt het zeer belangrijk vond dat de platanen op de Jetselaan bewaard bleven. Livia De Bethune en haar team vonden het ook zeer belangrijk deze bomen te bewaren. Na onderzoek en ondersteuning van experten zijn ze er in geslaagd deze platanen de behouden.

## Projecten
| Periode      | Naam                       | Locatie                     | Bureau     | Omschrijving                                                                  | Samenwerking                                                    |
| ------------ | -------------------------- | --------------------------- | ---------- | ----------------------------------------------------------------------------- | --------------------------------------------------------------- |
|              | Centrale boulevards        | Brussel (BE)                | SumProject | Omvat onder andere De Brouckereplein, Beursplein, Fontainasplein, Anspachlaan | B-Group                                                         |
| 2002 - 2010  | Albertpark en Collegebrug  | Kortrijk (BE)               | SumProject | Omgeving van de Leie                                                          | Dirk Vandekerkhove                                              |
| 2009 - 2018  | Tram 9                     | Brussel (BE)                | SumProject | Tramlijn met de aangrenzende openbare ruimte ter hoogte van Jette             | Grontmij, ARJM, Sweco                                           |
| 2015 - heden | Jachthaven                 | Nieuwpoort (BE)             | SumProject | Visueel kwaliteitsplan                                                        | Urhann, ARJM, MYC                                               |
|              | Secteur central Saint-omer | Saint-Omer (FR)             | SumProject | Masterplan door SumResearch                                                   | SumProject                                                      |
| 2016 - 2017  | Park Browning              | Herstal (BE)                | MULTIPLE   | Openbaar park                                                                 | ARCADIS                                                         |
| 2016 - heden | Kunst- en zorgpark         | Brasschaat en Kapellen (BE) | MULTIPLE   |                                                                               | Lindbergh Consult, Emmanuel Plavsic – advocaat, ARCADIS Belgium |
| 2016 - heden | Oevers van de Somme        | Amiens (FR)                 | MULTIPLE   |                                                                               | JNC, EGIS, V2R                                                  |